# غوردون بومان
غوردون بومان (بالإنجليزية: Gordon Bowman)‏ هو لاعب كرة قدم أسترالية أسترالي، ولد في 10 فبراير 1927، وتوفي في 14 سبتمبر 2013.

## وصلات خارجية
- غوردون بومان على موقع AustralianFootball.com (الإنجليزية)
- غوردون بومان على موقع AFLtables.com (الإنجليزية)